# Auximella harpagula
Espèce
Synonymes
- Auximus harpagulus Simon, 1906

Auximella harpagula est une espèce d'araignées aranéomorphes de la famille des Macrobunidae.

## Distribution
Cette espèce est endémique d'Équateur.

## Description
Les mâles mesurent de 5 à 6 mm et les femelles de 6 à 7 mm.

## Systématique et taxinomie
Cette espèce a été décrite sous le protonyme Auximus harpagulus par Simon en 1906. Elle est placée dans le genre Auximella par Lehtinen en 1967.

## Publication originale
- Simon, 1906 : « Étude sur les araignées de la section des cribellates. » Annales de la Société entomologique de Belgique, vol. 50, p. 284-308 (texte intégral).